# シャルル・パスクワ
シャルル・パスクワ（フランス語：Charles Pasqua、1927年4月18日 - 2015年6月29日）は、フランスの政治家、実業家。フランソワ・ミッテラン政権で第11・15代内務大臣を務めた。

## 生涯
1927年4月18日にアルプ＝マリティーム県グラースにて、コルシカのカスヴェッキエ出身で、警察官である父のアンドレアと母のフランソワーズ・リナルディとの間に誕生する。15歳から、ナチス支配を嫌ってレジスタンス活動に加わっていた。
大学で法律を学んだ後、酒販売のセールスマンから出発した叩き上げである。パスクワは1968年に設立されたゴーリスト（ド・ゴール主義者）政党である共和国民主連合、UDR）に参加し、同党の警備・私兵組織である市民行動サービス（SAC）の創設にも関与した。その後、ジャック・シラクの顧問となり、1981年フランス大統領選挙では、シラク陣営で選挙対策に当たっている。内務大臣を2度に渡って務め、特にバラデュール内閣時には治安の回復を図り、パスクワ法を制定して豪腕を発揮し、党内実力者の地位を築いた。
パスクワはシラクと政治行動を一にし、シラクを総裁とする共和国連合に参加し、さらにシラク内閣の内相を務めるなど関係を保ってきたが、正統的ゴーリストを自認するパスクワとシラクの間には次第に懸隔が広がっていった。1995年フランス大統領選挙でシラクから離反し、バラデュール首相を支持、新党を結成した。バラデュールを擁立した大統領選挙は序盤において優勢であったものの、シラクと社会党第一書記のリオネル・ジョスパンの間に埋没し、バラデュールは3位に留まり、一敗地に塗れた。しかし、1999年に欧州懐疑論者のフランス・ヨーロッパ独立連合を結成し、フィリップ・ドヴィリエのフランス運動と提携して、欧州議会選挙に臨んだ。また、1988年から2004年までオー・ド・セーヌ県県議会議長を務めた。これらの選挙で社会党に次ぐ勢力を確保するなど一定の成果を上げたあと、ド・ヴィリエと袂を分かった。1994年から2004年まで欧州議会で欧州懐疑派の会派である欧州国民同盟議長を務めた。2004年にオー・ド・セーヌ県から共和国連合の後身である大統領多数連合（現在の国民運動連合）公認で元老院（上院）議員に選出された。
2015年6月29日にパリ近郊のシュレンヌにて心臓発作のため死去した。88歳であった。

## その他
豪腕政治家としてのパスクワには、数々の汚職疑惑も取り沙汰されている。アフリカ諸国への援助関係の汚職（アンゴラゲート）やオー・ド・セーヌ県での公共事業関係の疑惑、さらにイラク国営石油公社の内部文書では、サッダーム・フセイン政権への支援供与などで名前が度々出ている。
ニコラ・サルコジとは、1975年にサルコジがオー・ド・セーヌ県議会議員に当選して以来の強い結びつきを持つ。サルコジ自身はパスクワについて「誰でも、私が彼（パスクワ）の分身であるということを知っている」と話している。